# Жермен Шарден
Жермен Шарден  (фр. Germain Chardin, 15 травня 1983) — французький веслувальник, олімпійський медаліст.

## Виступи на Олімпіадах
| Олімпіада   | Дисципліна                        | Місце |
| ----------- | --------------------------------- | ----- |
| Пекін 2008  | четвірка розстібна без стернового | 3     |
| Лондон 2012 | двійка розстібна без стернового   | 2     |